# Никонов, Александр Петрович
Алекса́ндр Петро́вич Ни́конов (род. 13 августа 1964, Москва) — российский журналист, телеведущий, публицист и писатель. Автор нескольких книг на общественные, исторические и естественнонаучные темы. Публиковался в газетах «Московский комсомолец», «Московская комсомолка», «Труд», «Столичная газета», «Ночное рандеву», журналах «Постскриптум», «Огонёк», «Столица». Активно выступает за легализацию проституции, лёгких наркотиков, короткоствольного оружия и эвтаназии новорождённых с генетическими отклонениями по желанию родителей. Придерживается праволиберальных, трансгуманистических и либертарианских убеждений.

## Биография
Родился 13 августа 1964 года в Москве.
В 1986 году окончил Московский институт стали и сплавов (МИСиС).
Совместно с Дмитрием Быковым издал 1 апреля 1995 года приложение к еженедельнику «Собеседник» — «матерную газету» «Мать», был фигурантом (совместно с Быковым) уголовного дела за употребление нецензурных выражений в печати. Главы его первой книги «Апгрейд обезьяны» публиковались в газете «Новый Взгляд» и журнале «Секрет&Тайна».
Осенью 1996 года был фигурантом уголовного дела и привлекался к суду из-за своей профессиональной деятельности: по факту издания им (совместно с Дмитрием Быковым) «нецензурной» газеты «Мать».
Председатель Атеистического общества Москвы (АтОМ).
В сентябре 2009 года прокуратура Санкт-Петербурга предписала изъять книгу А. Никонова «Апгрейд обезьяны» из продажи (по мнению прокуратуры, в книге содержится призыв к легализации наркотиков). Спустя год вышло переиздание «Апгрейда» под названием «Венец творения в интерьере мироздания», дополненная и улучшенная по сравнению с оригинальной книгой и без скандальной главы про наркотики.

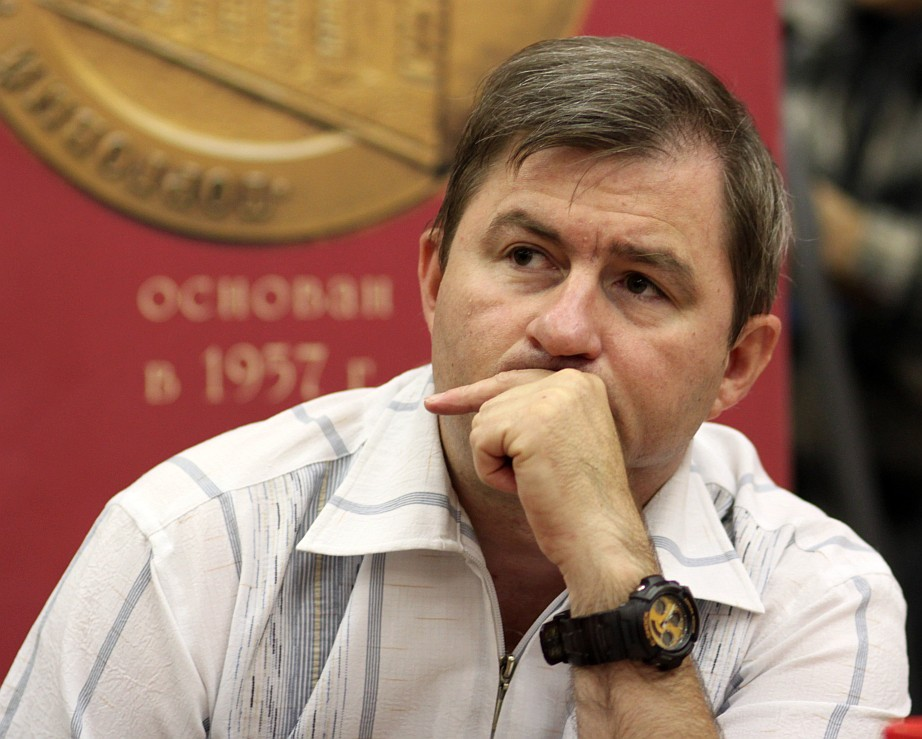
На встрече с читателями, 2010

В феврале 2010 года Общественная палата Российской Федерации и Союз журналистов России (СЖР) обсудили статью Никонова под названием «Добей, чтоб не мучился», опубликованную в декабре 2009 года газетой «Спид-инфо», в которой журналист предлагал дать родителям право применять эвтаназию при рождении детей с некоторыми неизлечимыми патологиями мозга (не допускающими формирования у ребёнка полноценной личности), называя таких детей «болванками для будущей личности» и «бракованными дискетами». Публикация вызвала широкий общественный резонанс. В прессе началась травля Никонова. По итогам заседания общественной коллегии по жалобам на прессу СЖР вынес решение, что статья «находится на грани экстремизма», а также написана «непрофессионально». Журналист Александр Минкин в эфире радиостанции «Эхо Москвы» потребовал «закрыть к чёртовой матери „СПИД-инфо“». Экономист Ирина Ясина заявила по поводу Никонова: «Как хочется для него не только морального осуждения, но и реального приговора». Некоторые коллеги (Алексей Венедиктов, Евгений Додолев, Виктор Лошак, Павел Шеремет) выступили в защиту журналиста, так как сочли, что нарушается свобода слова.
С июня 2013 года по май 2015 года являлся председателем Федерального политического совета зарегистрированной в 2012 году партии «Россия без мракобесия».
С 3 декабря 2018 по 14 февраля 2019 года — один из ведущих программы «Вежливые люди» на телеканале НТВ. Также принимает участие в ток-шоу этого же телеканала «Место встречи» с Андреем Норкиным.

## Награды и премии
- 1999 год — Медаль Пушкина «за заслуги в области печати и в связи со 100-летием со дня выхода первого номера журнала» Огонёк[22]
- Лауреат премий Союза журналистов Москвы за 2002 год.[источник не указан 164 дня]
- Премия Союза журналистов России за 2001 год.[источник не указан 164 дня]
- Дважды[когда?]

 лауреат премии журнала «Огонёк».[источник не указан 164 дня]
- В 2005 году за книгу «Апгрейд обезьяны» получил Беляевскую премию.[источник не указан 164 дня]
- Лауреат премии «Нонконформизм-2010» за роман «Анна Каренина, самка».[источник не указан 164 дня]